# Église Saint-Germain de Vénissieux
L'église Saint-Germain est située sur la commune de Vénissieux dans le département du Rhône, en France.

## Historique
Il s'agit du plus vieil édifice de la ville, trouvant son origine à l'époque carolingienne (XIe siècle). La chapelle de la Vierge et le clocher datent du XVe siècle.
Les fondations de l'église s'appuient sur des anciens bâtiments et du donjon de l'ancien château de Chandieu.
La tour-clocher abrite à son sommet, une charpente de vieux chênes supportant trois cloches, dont une remarquable en bronze, pesant 800 kilos et datée d'environ 1550. La datation a été confirmée par un certain M. Lemoine, maître-carilloneur de l'hôtel de ville de Lyon en 1995, à la surprise générale des Vénissians. De ce fait, elle est considérée comme l'une des plus anciennes de la métropole de Lyon et du département du Rhône.
L’église abrite également un crucifix en bois sculpté du XVIIIe siècle et un tableau de Saint-Germain-l'Auxerrois, patron de cette église. Cette peinture du XVIIIe siècle et son cadre doré du XVIIe siècle, font de ce tableau inscrit à l'inventaire des monuments historiques, le bijou de la commune.
L'église Saint-Germain est l'unique église de la région à posséder une nef perpendiculaire à l'ancienne nef. Celle-ci fut ajoutée en 1920 à la suite de la poussée démographique du village.
Cette église a été rénovée en 2017.